# Rostam Batmanglij

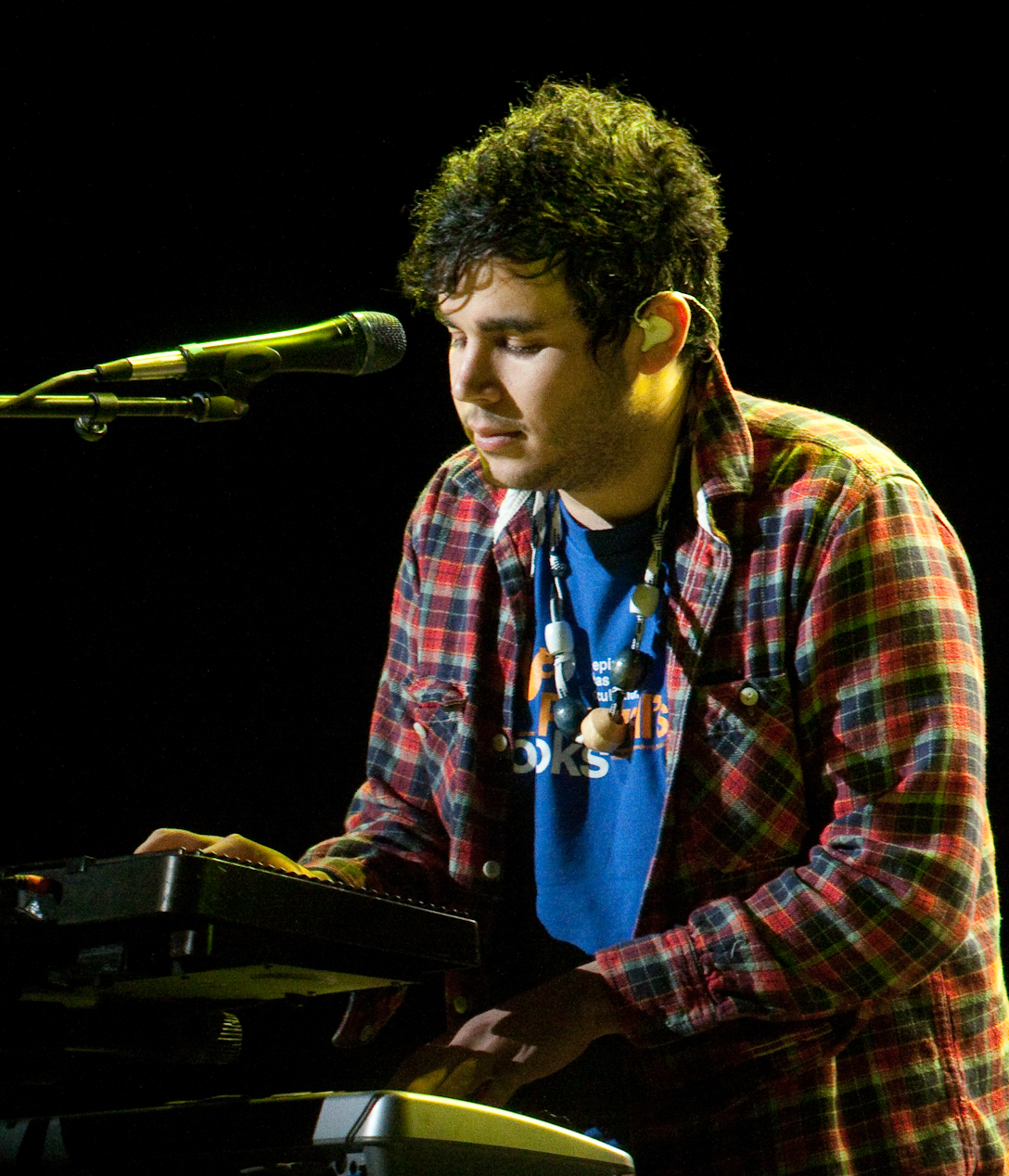
Rostam Batmanglij (2009)

Rostam Batmanglij (* 28. November 1983 in Washington, D.C.), kurz Rostam, ist ein US-amerikanischer Musiker, Komponist und Produzent. Er gilt als „einer der großen Pop- und Indie-Rock-Produzenten seiner Generation“. Er wurde für drei Grammy Awards nominiert und gewann einen.

## Leben
Rostam wuchs als Sohn eines bekannten Kochs und Kochbuchautoren in seinem Geburtsort Washington, D.C. auf. Sein Bruder ist der Filmschaffende Zal Batmanglij. Er studierte Musik an der Columbia University. Zu jener Zeit wurde er zu einem der Gründer von Vampire Weekend. Mit seiner queeren Identität setzte Rostam sich im Vampire-Weekend-Titel Diplomat’s Son (2010) auseinander.

## Wirken
Batmanglij veröffentlichte als Gründungsmitglied gemeinsam mit Vampire Weekend seit dem Jahr 2006 drei Alben. Anfang 2016 trennte er sich von der Band, um seiner Identität als Komponist und Produzent fortan mehr Raum geben zu können. Seither nahm er mehrere Soloalben auf. Für die Serie The OA seines Bruders nahm er die Titelmusik auf.